# Beryllamazilie
Die Beryllamazilie (Saucerottia beryllina, Syn.: Amazilia beryllina) ist eine Vogelart aus der Familie der Kolibris (Trochilidae). Die Art hat ein großes Verbreitungsgebiet, das Teile der Vereinigten Staaten, Mexikos, Guatemalas, El Salvadors und Honduras umfasst. Der Bestand wird von der IUCN als nicht gefährdet (Least Concern) eingeschätzt.

## Merkmale
Die  Beryllamazilie erreicht bei einem Gewicht von 4 bis 4,4 Gramm eine Körperlänge von etwa 9,5 bis 10 Zentimeter. Die Männchen hat einen geraden schwarzen Schnabel, der an der Basis des Unterschnabels rötlich ist. Der Oberkopf, der Nacken und der Rücken sind grün, eine Färbung die am Bürzel ins Bräunliche übergeht und an den Oberschwanzdecken Purpurn ist. Der Hals und die Brust glitzern grün. Der Bauch ist gräulich zimtfarben. Die Unterschwanzdecken sind zimtfarben mit weißen Säumen. An den Hand- und Armschwingen ist die Färbung auffällig rötlich braun. Der Schwanz ist tief rötlich braun, wobei die zentralen Steuerfedern dunkel violett sind, so dass er von Nahem schwarz wirkt. Die Weibchen ähneln den Männchen  wobei der Hals weniger grün beinhaltet und der Bauch blass hellgrau ist. Immature Männchen ähneln ausgewachsenen Männchen. Immature Weibchen sind an Hals und Brust gelblich zimtfarben mit grünen Flecken an den Seiten. Sie glitzern grün und haben einen gräulich zimtfarbenen Bauch.

## Verhalten
Sie hocken und ernähren sich in praktisch allen Straten. Meist sind sie gegenüber anderen Arten dominant, wenn es um das Territorium an blühenden Bäumen oder Blütenböschungen geht. Sie brüten von Juni bis Oktober.

## Lautäußerungen
Der Ruf klingt wie ein langweiliges, ziemlich hartes und sirenenhaftes dzzzzir bzw. dzzzzit oder ein mehr flüssigeres gerolltes sirenenhaftes dzzzzrrt, das zeitweise beständig wiederholt wird. Der Gesang variiert gelegentlich leicht mit einem ruppig klingenden und normalerweise mit zwei lispelnden Einführungstönen, welche wie ssi, kirr-i-rr, kirr-i-rr oder sirrr, ki-ti kdik oder sssi-ir sssiir tschit-tschit, tschitt-tschitt usw. klingen.

## Verbreitung und Lebensraum

Verbreitungsgebiet der Beryllamazilie

Die Beryllamazilie hält sich bevorzugt in Waldgebieten insbesondere mit Eichen, und deren Rändern, auf Lichtungen und Plantagen auf. Hier halten sie sich in Höhen zwischen 600 und 2000 Meter auf: Lokal kommen sie in der Zeit nach ihrer Brut auch in  Höhen bis zu 50 Meter.

## Unterarten
Bisher sind fünf Unterarten bekannt.
- Saucerottia beryllina viola (Miller, W, 1905)[4] - Diese Unterart kommt im Südosten Arizonas sowie dem Westen und Nordwesten Mexikos vor.
- Saucerottia beryllina beryllina (Deppe, 1830)[5] - Die Nominatform kommt im zentralen Gebiet von Oaxaca vor.
- Saucerottia beryllina lichtensteini Moore, RT, 1950[6] - Diese Subspezies ist im östlichen Teil Oaxacas und dem Westen Chiapas verbreitet.
- Saucerottia beryllina sumichrasti Salvin, 1891[7] - Diese Unterart kommt im zentralen und südlichen Chiapas vor.
- Saucerottia beryllina devillei (Bourcier & Mulsant, 1848)[8] - Das Verbreitungsgebiet dieser Unterart erstreckt sich über die Länder Guatemala, El Salvador und Honduras.

## Etymologie und Forschungsgeschichte
Pierre Guillaume Deppe publizierte die Beryllamazilie unter dem Namen Trochilus beryllinus. Lange wurde sie unter dem von René Primevère Lesson 1843 eingeführten neuen Gattungsnamen Amazilia für den Goldmaskenkolibri, den Streifenschwanzkolibri, die Zimtbauchamazilie (Syn.: Ornysmia cinnamomea), den Blaukehl-Sternkolibri (Syn.: Ornymia rufula) und die Longuemare-Sonnennymphe ein. Die Rostbauchamazilie (Amazilia amazilia) geführt. Der Name stammt aus einem Roman von Jean-François Marmontel, der in Les Incas, Ou La Destruction De L'empire Du Pérou von einer Inka-Heldin namens Amazili berichtete. 1850 führte Charles Lucien Jules Laurent Bonaparte die neue Gattung Saucerottia u. a. für die Grünamazilie (Saucerottia saucerottei (Delattre & Bourcier, 1846)) ein. Dieser Name wurde zu Ehren von Antoine Constant Saucerotte (1805–1884), einem Arzt und Hobbyornithologen aus Lunéville vergeben. »Beryllinus« ist das lateinische Wort für »Beryll, kristallin«. Das Wort kann auch vom griechischen »bēryllos  βηρυλλος« abgeleitet werden. »Viola« ist das lateinische Wort für »violett«. »Lichtensteini« ist Martin Hinrich Lichtenstein gewidmet. »Sumichrasti« ist seinem Sammler Adrien Jean Louis François Sumichrast gewidmet. Schließlich ehrt »devillei« Émile Deville.